# Слащёвская
Слащёвская — станица в Кумылженском районе Волгоградской области. Входит в состав и является центром Слащёвского сельского поселения.

## География
Станица расположена на правом берегу реки Хопёр. Находится в 50 км от райцентра — станицы Кумылженской. Ближайшая железнодорожная станция расположена в городе Михайловка.

## Население
| 1959 | 2010  |
| ---- | ----- |
| 1385 | ↘1288 |

## Инфраструктура
На территории Слащёвского сельского поселения сложилась социальная инфраструктура — имеются:
- Средняя общеобразовательная школа;
- Участковая больница;
- Почтовый узел связи;
- Отделение сберегательного банка;
- Дом культуры;
- Библиотека.

## Средняя общеобразовательная школа
В вольных казачьих краях всегда уделялось большое внимание образованию. Как свидетельствуют архивные данные, в нашей станице с 1887 года уже существовало мужское приходское училище, а в 1890 была открыта школа грамоты с 3-летним сроком обучения. В 1892 году эти два учебных заведения соединили в одно и оно стало называться Министерским приходским училищем. Первым его заведующим был Михаил Федорович Бессчетнов.
В 1916 по ходатайству станичного сбора было открыто высшее начальное училище. Заведовал им И. И. Деметьев. С 1925 года стали выделяться так называемые опорные школы, таковой была Слащевская опорная начальная школа первой ступени. Директором её был Н. З. Куликов, а затем И. И. Осин.
В 1929 году опорная школа была преобразована в 7-летнюю. С 1935-36 учебного года на базе 7-летней школы создается средняя школа на всю Захоперскую зону. Первым её директором был Ю. П. Райко.
В 1938 году Слащевской средней школе было присвоено звание им. Комсомола за отличные показатели в учёбе и комсомольской жизни школы. С 1938 по 2009 год в школе состоялся 71 выпуск. Среди выпускников есть учёные: академик А. П. Федотов, профессор В. М. Долгов, доктор сельскохозяйственных наук А. Т. Барабанов, испытатель атомных станций В. П. Обухов, кандидат психологических наук К. Т. Патрина и другие.
В 1993 года было построено новое здание школы на 320 мест.

## Достопримечательности
- Знаменская церковь
- Слащёвский валун — геологический памятник природы.